# Primeira Liga 2010/11
Die Primeira Liga 2010/11 (offiziell: Liga Zon Sagres 2010/11) war die 77. Saison der höchsten portugiesischen Spielklasse im Fußball der Männer. Am 25. von 30 Spieltagen sicherte sich der FC Porto mit einem 2:1-Auswärtssieg beim Erzrivalen Benfica Lissabon den 25. Meistertitel.
Am Anfang der Saison wurde die Liga in Liga Zon Sagres umbenannt, nachdem das portugiesische Medienunternehmen ZON Multimédia sich neben Sagres, Anteile an den Namensrechten sichern konnte.
Die Spielzeit begann am 13. August 2010 mit einem Heimspiel des amtierenden Vizemeisters Sporting Braga gegen den Portimonense SC (3:1) und endete am 14. Mai 2011 mit dem 30. und letzten Spieltag. Als Aufsteiger neu dabei, waren der SC Beira-Mar und Portimonense SC. Letzterer Verein wurde am Ende nur Vorletzter und stieg wieder ab.
Der FC Porto blieb in 30 Spielen ungeschlagen (27 Siege und 3 Unentschieden), was zuvor nur Benfica Lissabon in der Saison 1972/73 gelang, und mit 21 Punkten Vorsprung auf den Zweitplatzierten Benfica stellte Porto einen neuen Rekord auf.

## Teilnehmer
Die zwei Aufsteigerteams in dieser Saison waren der SC Beira-Mar, der nach fünf Jahren wieder die oberste Spielklasse erreicht, sowie der Portimonense SC, der zum ersten Mal seit der Saison 1989/90 wieder erstklassig spielte.
| Mannschaften         | Trainer            | Stadt             | Saison 2009/10 |
| -------------------- | ------------------ | ----------------- | -------------- |
| Académica de Coimbra | Ulisses Morais     | Coimbra           | 11. Platz      |
| Benfica Lissabon     | Jorge Jesus        | Lissabon          | Meister        |
| FC Paços de Ferreira | Rui Vitória        | Paços de Ferreira | 10. Platz      |
| FC Porto             | André Villas-Boas  | Porto             | 3. Platz       |
| Marítimo Funchal     | João Guilherme     | Funchal           | 5. Platz       |
| Nacional Funchal     | Ivo Vieira         | Funchal           | 7. Platz       |
| Naval 1º de Maio     | Carlos Mozer       | Figueira da Foz   | 8. Platz       |
| Portimonense SC      | Carlos Azenha      | Portimão          | Aufsteiger     |
| Rio Ave FC           | Carlos Brito       | Vila do Conde     | 12. Platz      |
| SC Beira-Mar         | Rui Bento          | Aveiro            | Aufsteiger     |
| Sporting Braga       | Domingos Paciência | Braga             | 2. Platz       |
| SC Olhanense         | Daúto Faquirá      | Olhão             | 13. Platz      |
| Sporting Lissabon    | José Couceiro      | Lissabon          | 4. Platz       |
| União Leiria         | Pedro Caixinha     | Leiria            | 9. Platz       |
| Vitória Guimarães    | Manuel Machado     | Guimarães         | 6. Platz       |
| Vitória Setúbal      | Bruno Ribeiro      | Setúbal           | 14. Platz      |

## Abschlusstabelle
| Platz | Platz | Verein                    | Sp | S  | U  | N  | Tore  | TD  | P  | Anmerkung                                       |
| --- | ----- | ------------------------- | -- | -- | -- | -- | ----- | --- | -- | ----------------------------------------------- |
| | 01.   | FC Porto (P)              | 30 | 27 | 03 | 0  | 73:16 | +57 | 84 | Gruppenphase UEFA Champions League 2011/12      |
| | 02.   | Benfica Lissabon (M) (LP) | 30 | 20 | 03 | 07 | 61:31 | +30 | 63 | Qualifikation zur UEFA Champions League 2011/12 |
| | 03.   | Sporting Lissabon         | 30 | 13 | 09 | 08 | 41:31 | +10 | 48 | Qualifikation zur UEFA Europa League 2011/12    |
| | 04.   | Sporting Braga            | 30 | 13 | 07 | 10 | 45:33 | +12 | 46 | Qualifikation zur UEFA Europa League 2011/12    |
| | 05.   | Vitória Guimarães         | 30 | 12 | 07 | 11 | 36:37 | −01 | 43 | Qualifikation zur UEFA Europa League 2011/12    |
| | 06.   | Nacional Funchal          | 30 | 11 | 09 | 10 | 28:31 | −03 | 42 | Qualifikation zur UEFA Europa League 2011/12    |
| | 07.   | FC Paços de Ferreira      | 30 | 10 | 11 | 09 | 35:42 | −07 | 41 |                                                 |
| | 08.   | Rio Ave FC                | 30 | 10 | 08 | 12 | 35:33 | +02 | 38 |                                                 |
| | 09.   | Marítimo Funchal          | 30 | 09 | 08 | 13 | 33:32 | +01 | 35 |                                                 |
| | 10.   | União Leiria              | 30 | 09 | 08 | 13 | 25:38 | −13 | 35 |                                                 |
| | 11.   | SC Olhanense              | 30 | 07 | 13 | 10 | 24:34 | −10 | 34 |                                                 |
| | 12.   | Vitória Setúbal           | 30 | 08 | 10 | 12 | 29:42 | −13 | 34 |                                                 |
| | 13.   | SC Beira-Mar (N)          | 30 | 07 | 12 | 11 | 32:36 | −04 | 33 |                                                 |
| | 14.   | Académica Coimbra         | 30 | 07 | 09 | 14 | 32:48 | −16 | 30 |                                                 |
| | 15.   | Portimonense SC (N)       | 30 | 06 | 07 | 17 | 29:49 | −20 | 25 | Abstieg in die Liga de Honra                    |
| | 16.   | Naval 1º de Maio          | 30 | 05 | 08 | 17 | 26:51 | −25 | 23 | Abstieg in die Liga de Honra                    |
| Erläuterung: (M) = amtierender Meister, (P) = amtierender Pokalsieger, (LP) = amtierender Ligapokalsieger (N) = Neuaufsteiger aus der Liga de Honra |       |                           |    |    |    |    |       |     |    |                                                 |

## Kreuztabelle
Die Kreuztabelle stellt die Ergebnisse aller Spiele dieser Saison dar. Die Heimmannschaft ist in der linken Spalte, die Gastmannschaft in der oberen Zeile aufgelistet.
| 2010/11              | POR | BEN | Sporting Lissabon | Sporting Braga | Vitória Guimarães | Nacional Funchal | FC Paços de Ferreira | Rio Ave FC | MAR | União Leiria | SC Olhanense | Vitória Setúbal | SC Beira-Mar | Académica de Coimbra |     | Naval 1º de Maio |
| -------------------- | --- | --- | ----------------- | -------------- | ----------------- | ---------------- | -------------------- | ---------- | --- | ------------ | ------------ | --------------- | ------------ | -------------------- | --- | ---------------- |
| FC Porto             |     | 5:0 | 3:2               | 3:2            | 2:0               | 3:0              | 3:3                  | 1:0        | 4:1 | 5:1          | 2:0          | 1:0             | 3:0          | 3:1                  | 2:0 | 3:1              |
| Benfica Lissabon     | 1:2 |     | 2:0               | 1:0            | 3:0               | 4:2              | 2:0                  | 5:2        | 2:1 | 3:3          | 2:0          | 3:0             | 2:1          | 1:2                  | 1:1 | 4:0              |
| Sporting Lissabon    | 1:1 | 0:2 |                   | 2:1            | 2:3               | 1:1              | 2:3                  | 1:0        | 1:0 | 0:0          | 0:0          | 0:1             | 1:0          | 2:0                  | 2:1 | 3:3              |
| Sporting Braga       | 0:2 | 2:1 | 0:1               |                | 3:1               | 2:0              | 1:2                  | 1:0        | 1:0 | 0:0          | 3:1          | 2:2             | 2:3          | 5:0                  | 3:1 | 3:1              |
| Vitória Guimarães    | 1:1 | 2:1 | 1:1               | 2:1            |                   | 0:0              | 1:1                  | 0:0        | 2:0 | 1:0          | 1:0          | 1:1             | 1:0          | 0:2                  | 2:0 | 1:2              |
| Nacional Funchal     | 0:2 | 2:1 | 1:0               | 1:1            | 1:3               |                  | 1:0                  | 1:0        | 0:0 | 0:1          | 0:1          | 1:0             | 0:0          | 1:1                  | 3:1 | 2:1              |
| FC Paços de Ferreira | 0:3 | 1:5 | 1:0               | 2:2            | 2:1               | 0:1              |                      | 1:6        | 1:0 | 1:1          | 1:0          | 2:0             | 1:1          | 5:1                  | 2:2 | 0:0              |
| Rio Ave FC           | 0:2 | 1:2 | 0:0               | 2:0            | 2:3               | 0:1              | 3:1                  |            | 0:0 | 1:0          | 0:1          | 2:0             | 1:1          | 2:2                  | 2:0 | 1:0              |
| Marítimo Funchal     | 0:2 | 0:1 | 0:3               | 1:2            | 2:0               | 1:1              | 1:1                  | 0:1        |     | 1:1          | 4:0          | 0:1             | 1:0          | 1:0                  | 1:1 | 1:0              |
| União Leiria         | 0:2 | 0:3 | 1:2               | 3:1            | 0:1               | 2:1              | 0:0                  | 1:0        | 1:3 |              | 0:2          | 1:0             | 0:3          | 2:1                  | 0:1 | 1:0              |
| SC Olhanense         | 0:3 | 1:1 | 2:2               | 0:2            | 0:0               | 0:0              | 0:0                  | 2:2        | 1:1 | 1:0          |              | 3:1             | 1:1          | 2:1                  | 2:0 | 1:3              |
| Vitória Setúbal      | 0:4 | 0:2 | 0:3               | 0:0            | 2:1               | 2:1              | 1:0                  | 3:3        | 2:4 | 4:1          | 0:0          |                 | 0:0          | 0:1                  | 3:1 | 1:1              |
| SC Beira-Mar         | 0:1 | 1:3 | 1:1               | 1:2            | 3:2               | 0:2              | 3:1                  | 1:1        | 1:1 | 0:0          | 1:0          | 0:0             |              | 2:1                  | 0:1 | 3:1              |
| Académica de Coimbra | 0:1 | 0:1 | 1:2               | 0:0            | 3:1               | 2:1              | 0:0                  | 0:1        | 1:5 | 0:0          | 1:1          | 1:1             | 3:3          |                      | 1:0 | 3:0              |
| Portimonense SC      | 2:3 | 0:1 | 1:3               | 0:3            | 2:1               | 1:1              | 0:1                  | 3:1        | 1:0 | 1:2          | 1:1          | 3:4             | 1:0          | 2:2                  |     | 0:1              |
| Naval 1º de Maio     | 0:1 | 2:1 | 1:3               | 0:0            | 0:3               | 1:2              | 1:2                  | 0:1        | 0:3 | 0:3          | 1:1          | 0:0             | 2:2          | 3:1                  | 1:1 |                  |

## Torschützenliste
| Pl. | Name          | Mannschaft       | Tore |
| --- | ------------- | ---------------- | ---- |
| 01. | Hulk          | FC Porto         | 23   |
| 02. | Falcao        | FC Porto         | 16   |
| 02. | João Tomás    | Rio Ave FC       | 16   |
| 04. | Óscar Cardozo | Benfica Lissabon | 12   |
| 05. | Baba Diawara  | Marítimo Funchal | 11   |

## Meistermannschaft FC Porto
| 25. Titel | FC Porto |
| FC Porto  | - Tor: Helton (25/-); Beto (6/-); Paweł Kieszek (1/-) - Abwehr: Rolando (29/-); Maicon (21/2); Álvaro Pereira (21/-); Cristian Săpunaru (19/-); Jorge Fucile (16/-); Nicolás Otamendi (15/5); Henrique Sereno (7/-); Emídio Rafael (5/-) - Mittelfeld: João Moutinho (27/-); Fernando Belluschi (26/2); Freddy Guarín (22/5); Fernando (21/-); Rúben Micael (19/-); James Rodríguez (15/2); Cristian Rodríguez (13/1); Souza (12/-); Mariano González (10/-); André Castro (1/-) - Sturm: Hulk (26/23); Silvestre Varela (26/10); Falcao (22/16); Walter (13/5); Ukra (2/-) - Trainer: André Villas-Boas |